# Guanshanhu
Guanshanhu (en chino, 观山湖; pinyin, Guānshānhú, léase Kuánshan-Ju) es un distrito urbano bajo la administración directa de la Prefectura Guiyang en la Provincia de Guizhou, República Popular China.  Su área es de 307 km² y su población total para 2020 superó los 640 mil habitantes.

## Toponimia
Antes de establecerse como distrito, la región se conocía como Jinyang (金阳). Sin embargo, para evitar confusiones con el condado Jinyang de Sichuan (que se escribe y se pronuncia de manera idéntica), tras la reorganización del área como distrito el 21 de diciembre de 2012, pasó a llamarse Guanshanhu 'lago Guanshan' (观山湖), en honor a un lago prominente en el distrito.

## Administración
Desde julio de 2020, el  Distrito Guanshanhu se divide en 10 pueblos que se administran en 7 subdistritos y 3  poblados.